# Josh Barnett
Joshua Lawrence Barnett, detto Josh (Seattle, 10 novembre 1977), è un lottatore di arti marziali miste e wrestler statunitense.
Combatte nella divisione dei pesi massimi per la promozione statunitense UFC, nella quale è stato campione di categoria nel 2002. È stato inoltre finalista dei tornei "Pride Openweight Grand Prix" nel 2006 e "Strikeforce Heavyweight Grand Prix" nel 2011, oltre ad aver vinto titoli minori come quello dell'organizzazione SuperBrawl; è tuttora il campione della divisione openweight nella nota promozione giapponese Pancrase, nonostante non abbia più difeso il titolo dal 2003.
Nel grappling è stato campione del mondo di Jiu jitsu brasiliano no-gi nel 2009 e dal 2014 compete anche nell'organizzazione statunitense Metamoris. È anche allenatore di lotta libera nonché mentore di alcune delle migliori lottatrici del panorama mondiale.

## Carriera

### Ascesa e titolo UFC
Barnett inizia la sua carriera da professionista nel 1997 con la UFCF per poi passare nel 1999 alla Superbrawl, organizzazione con base nelle Isole Hawaii nella quale vince il torneo dei pesi massimi a spese del veterano Dan Severn.
Nel 2000 riesce ad entrare nella UFC, dove patisce una sconfitta contro Pedro Rizzo per KO ma riesce nell'impresa di vincere il titolo dei pesi massimi sconfiggendo diversi lottatori di valore come Semmy Schilt e l'allora campione in carica Randy Couture, battuto a Las Vegas nel 2002 per KO tecnico.

### Esclusione dalla UFC, Pancrase e parentesi nel wrestling professionistico
Subito dopo la vittoria del titolo questo gli viene revocato dopo essere risultato positivo ad un test anti doping.
Barnett entra nell'organizzazione Pancrase dove nel 2003 vince il titolo dei pesi massimi contro Yuki Kondo. A questo punto Barnett tenta la strada del wrestling in Giappone con la federazione New Japan Pro-Wrestling. Nel paese del sol levante perde il primo incontro contro Yūji Nagata ma, in tag team con Perry Saturn, resta imbattuto nel tour Fighting Spirit 2003.

### Pride
Nel 2004 entra nella nota federazione giapponese Pride, dove perde i primi due incontri contro la sua "bestia nera" Mirko Filipović ma riesce nell'impresa di arrivare fino in finale nel torneo Openweight Grand Prix del 2006 sconfiggendo notevoli avversari come Antônio Rodrigo Nogueira e Mark Hunt, dovendo però capitolare per la terza volta contro Filipović.

### Ancora wrestling e Sengoku
Nel 2007 torna al wrestling professionistico con la Inoki Genome Federation; successivamente passa sotto il banner Sengoku dell'organizzazione nipponica World Victory Road, dove combatte un paio di incontri e sconfigge l'amico Jeff Monson.

### Affliction
Nel 2008 entra nella Affliction Entertainment, dove sconfigge Pedro Rizzo e Gilbert Yvel ed ottiene la possibilità di sfidare Fedor Emelianenko nel 2009; l'incontro viene tuttavia annullato e di conseguenza viene allontanato e sostituito con Brett Rogers.

### Strikeforce
Barnett firma un contratto con la Strikeforce nel 2010 e qui ha l'occasione di rilanciare la sfida a Emelianenko.
Prende parte al torneo dei pesi massimi Strikeforce Heavyweight Grand Prix, dove nei quarti di finale ha la meglio per sottomissione su Brett Rogers; allo stesso torneo prende parte Emelianenko, il quale però viene eliminato subito da Antônio Silva.
In semifinale Barnett si sbarazza al primo round per sottomissione del veterano della Pride Sergei Kharitonov e arriva dunque a confrontarsi in finale con il fuoriclasse della lotta libera Daniel Cormier: nonostante i miglioramenti di Barnett nello striking grazie anche agli allenamenti nella savate, Cormier sfodera dei colpi in piedi d'eccezione per un lottatore della sua mole e ovviamente fa valere la sua tecnica nel wrestling con degli spettacolari takedown; Barnett venne quindi sconfitto ai punti per decisione unanime dei giudici di gara, perdendo la finale del torneo ed interrompendo una serie di vittorie che durava da otto incontri.
Torna alla vittoria nel gennaio 2013 nell'ultimo evento della Strikeforce prima che questa venisse assimilata dalla più importante UFC sottomettendo facilmente l'austriaco Nandor Guelmino nel primo round.

### Ritorno in UFC
Nel 2013 la UFC completò l'accorpamento della Strikeforce al suo interno, di fatto dismettendo quest'ultima; inizialmente Barnett non accettò la prima offerta da parte della promozione nella quale fu un campione undici anni prima, ma in maggio venne ufficializzato il ritorno del lottatore di Seattle.
In agosto affrontò l'ex campione Frank Mir, allora numero sei della divisione: Barnett ottenne una grande vittoria per KO tecnico in meno di due minuti. In dicembre venne messo KO in un minuto dal contendente numero 5 Travis Browne.
Nell'agosto del 2014 si dedica al grappling prendendo parte ad un evento della promozione statunitense Metamoris, dove sconfigge l'ex campione ADCC Dean Lister. Successivamente prende parte all'evento della notte di San Silvestro organizzato dalla Inoki Genome Federation in un tag team match che lo vide in squadra con il campione di judo Naoya Ogawa ed opposto alla coppia formata da Kazuyuki Fujita e Minowaman.
A settembre del 2015 affronta in Giappone Roy Nelson. Dopo un incontro durato ben cinque riprese e caratterizzato quasi esclusivamente dalla lotta in clinth contro la gabbia, Barnett ottiene una splendida vittoria per decisione unanime e ottiene il riconoscimento Performance of the Night.
Nel gennaio del 2016 dovette vedersela con il veterano della UFC Ben Rothwell. Durante la seconda ripresa, in un tentativo di takedown di Barnett, Rothwell riuscì a chiuderlo in una gogo choke e a sconfiggerlo per sottomissione. Questa fu la sua prima sconfitta dovuta ad una sottomissione in un match di MMA.
Il 3 settembre dovette affrontare l'ex campione dei pesi massimi UFC Andrei Arlovski. Nei primi secondi dell'incontro entrambi gli atleti misero a segno pesanti colpi al volto andando molto vicini ad una vittoria per KO. Verso la fine della seconda ripresa Barnett riuscì a raggiungere la posizione montata a terra e con il ground and pound mise in serie difficoltà il bielorusso, che venne infine salvato dalla campanella. A quasi due minuti dalla fine del terzo round Barnett subisce un colpo, forse illegale, agli occhi e, dolorante, volta le spalle al suo avversario; per sua fortuna Arlovski non riuscì a finalizzarlo, anzi approfittando della stanchezza di quest'ultimo lo mandò al tappeto con un takedown. Dopo un piccolo scambio al tappeto, raggiunse nuovamente la posizione montata per poi chiudere il match con uno strangolamento da dietro. Con questa vittoria ottenne i premi Fight of the Night e Performance of the Night.
A dicembre del 2016 la UFC notificò una violazione delle regole anti-doping rilevata dalla USADA nei confronti di Barnett: questa segnò la quarta violazione per il lottatore, più di chiunque altro. Nel marzo del 2018 Barnett viene autorizzato a riprendere i combattimenti e riceve una reprimenda pubblica anziché una sospensione da parte dell'agenzia dopo che venne scoperto che il fallito test da parte del lottatore era frutto di un campione contaminato.

## Risultati nelle arti marziali miste
| Risultato | Record | Avversario               | Metodo                               | Evento                                               | Data              | Round | Tempo | Città                        | Note                                                          |
| --------- | ------ | ------------------------ | ------------------------------------ | ---------------------------------------------------- | ----------------- | ----- | ----- | ---------------------------- | ------------------------------------------------------------- |
| Vittoria  | 35-8   | Andrei Arlovski          | Sottomissione (rear naked choke)     | UFC Fight Night: Arlovski vs. Barnett                | 3 settembre 2016  | 3     | 2:53  | Amburgo, Germania            | Fight of the Night Performance of the Night                   |
| Sconfitta | 34-8   | Ben Rothwell             | Sottomissione (ghigliottina)         | UFC on Fox: Johnson vs. Bader                        | 30 gennaio 2016   | 2     | 3:48  | Newark, Stati Uniti          |                                                               |
| Vittoria  | 34-7   | Roy Nelson               | Decisione (unanime)                  | UFC Fight Night: Barnett vs. Nelson                  | 27 settembre 2015 | 5     | 5:00  | Saitama, Giappone            | Performance of the Night                                      |
| Sconfitta | 33-7   | Travis Browne            | KO (gomitate)                        | UFC 168: Weidman vs. Silva 2                         | 28 dicembre 2013  | 1     | 1:00  | Las Vegas, Stati Uniti       |                                                               |
| Vittoria  | 33-6   | Frank Mir                | KO Tecnico (ginocchiata)             | UFC 164: Henderson vs. Pettis                        | 31 agosto 2013    | 1     | 1:56  | Milwaukee, Stati Uniti       |                                                               |
| Vittoria  | 32-6   | Nandor Guelmino          | Sottomissione (triangolo di braccio) | Strikeforce: Marquardt vs. Saffiedine                | 12 gennaio 2013   | 1     | 2:11  | Oklahoma City, Stati Uniti   |                                                               |
| Sconfitta | 31-6   | Daniel Cormier           | Decisione (unanime)                  | Strikeforce: Barnett vs. Cormier                     | 19 maggio 2012    | 5     | 5:00  | San Jose, Stati Uniti        | Strikeforce 2011 Heavyweight Grand Prix, Finale               |
| Vittoria  | 31–5   | Sergei Kharitonov        | Sottomissione (triangolo di braccio) | Strikeforce World Grand Prix: Barnett vs. Kharitonov | 10 settembre 2011 | 1     | 4:28  | Cincinnati, Stati Uniti      | Strikeforce 2011 Heavyweight Grand Prix, Semifinale           |
| Vittoria  | 30–5   | Brett Rogers             | Sottomissione (triangolo di braccio) | Strikeforce: Overeem vs. Werdum                      | 18 giugno 2011    | 2     | 1:17  | Dallas, Stati Uniti          | Strikeforce 2011 Heavyweight Grand Prix, Quarti di finale     |
| Vittoria  | 29–5   | Geronimo dos Santos      | KO Tecnico (pugni)                   | Impact FC 1                                          | 10 luglio 2010    | 1     | 2:35  | Brisbane, Australia          |                                                               |
| Vittoria  | 28–5   | Mighty Mo                | Sottomissione (kimura)               | Dream 13                                             | 22 marzo 2010     | 1     | 4:41  | Yokohama, Giappone           | Debutto in Dream                                              |
| Vittoria  | 27–5   | Gilbert Yvel             | KO Tecnico (sottomissione ai pugni)  | Affliction: Day of Reckoning                         | 24 gennaio 2009   | 3     | 3:05  | Anaheim, Stati Uniti         |                                                               |
| Vittoria  | 26–5   | Pedro Rizzo              | KO (pugno)                           | Affliction: Banned                                   | 19 luglio 2008    | 2     | 1:44  | Anaheim, Stati Uniti         |                                                               |
| Vittoria  | 25–5   | Jeff Monson              | Decisione (unanime)                  | World Victory Road Presents: Sengoku 2               | 18 maggio 2008    | 3     | 5:00  | Tokyo, Giappone              |                                                               |
| Vittoria  | 24–5   | Hidehiko Yoshida         | Sottomissione (heel hook)            | World Victory Road Presents: Sengoku 1               | 5 marzo 2008      | 3     | 3:23  | Tokyo, Giappone              |                                                               |
| Sconfitta | 23–5   | Antônio Rodrigo Nogueira | Decisione (unanime)                  | Pride Shockwave 2006                                 | 31 dicembre 2006  | 3     | 5:00  | Saitama, Giappone            |                                                               |
| Vittoria  | 23–4   | Paweł Nastula            | Sottomissione (toe hold)             | Pride 32: The Real Deal                              | 21 ottobre 2006   | 2     | 3:04  | Las Vegas, Stati Uniti       |                                                               |
| Sconfitta | 22–4   | Mirko Filipović          | KO Tecnico (sottomissione ai pugni)  | Pride Final Conflict Absolute                        | 10 settembre 2006 | 1     | 5:32  | Saitama, Giappone            | Pride 2006 Openweight Grand Prix, Finale                      |
| Vittoria  | 22–3   | Antônio Rodrigo Nogueira | Decisione (non unanime)              | Pride Final Conflict Absolute                        | 10 settembre 2006 | 2     | 5:00  | Saitama, Giappone            | Pride 2006 Openweight Grand Prix, Semifinale                  |
| Vittoria  | 21–3   | Mark Hunt                | Sottomissione (kimura)               | Pride Critical Countdown Absolute                    | 1º luglio 2006    | 1     | 2:02  | Saitama, Giappone            | Pride 2006 Openweight Grand Prix, Quarti di finale            |
| Vittoria  | 20–3   | Alexander Emelianenko    | Sottomissione (keylock)              | Pride Total Elimination Absolute                     | 5 maggio 2006     | 2     | 1:57  | Osaka, Giappone              | Pride 2006 Openweight Grand Prix, Primo turno                 |
| Vittoria  | 19–3   | Kazuhiro Nakamura        | Sottomissione (rear naked choke)     | [Pride 31: Unbreakable                               | 26 febbraio 2006  | 1     | 8:10  | Saitama, Giappone            |                                                               |
| Sconfitta | 18–3   | Mirko Filipović          | Decisione (unanime)                  | Pride 30: Starting Over                              | 23 ottobre 2005   | 3     | 5:00  | Saitama, Giappone            |                                                               |
| Sconfitta | 18–2   | Mirko Filipović          | KO Tecnico (infortunio alla spalla)  | Pride 28: High Octane                                | 31 ottobre 2004   | 1     | 0:46  | Saitama, Giappone            | Debutto in Pride                                              |
| Vittoria  | 18–1   | Rene Rooze               | KO Tecnico (pugni)                   | K-1 MMA ROMANEX                                      | 22 maggio 2004    | 1     | 2:15  | Saitama, Giappone            |                                                               |
| Vittoria  | 17–1   | Semmy Schilt             | Sottomissione (armbar)               | Inoki Bom-Ba-Ye 2003                                 | 31 dicembre 2003  | 3     | 4:48  | Kōbe, Giappone               | Difende il Pancrase Openweight Championship                   |
| Vittoria  | 16–1   | Yoshiki Takahashi        | Sottomissione (armbar triangolare)   | NJPW: Ultimate Crush II                              | 13 ottobre 2003   | 2     | 2:52  | Tokyo, Giappone              | Difende il Pancrase Openweight Championship                   |
| Vittoria  | 15–1   | Yuki Kondo               | Sottomissione (rear naked choke)     | Pancrase: 10th Anniversary Show                      | 31 agosto 2003    | 3     | 3:26  | Tokyo, Giappone              | Vince il Pancrase Openweight Championship                     |
| Vittoria  | 14–1   | Jimmy Ambriz             | KO Tecnico (ginocchiata e pugni)     | NJPW: Ultimate Crush                                 | 2 maggio 2003     | 1     | 3:05  | Tokyo, Giappone              |                                                               |
| Vittoria  | 13–1   | Randy Couture            | KO Tecnico (pugni)                   | UFC 36: Worlds Collide                               | 22 marzo 2002     | 2     | 4:35  | Las Vegas, Stati Uniti       | Vince il titolo dei Pesi Massimi UFC, poi revocato per doping |
| Vittoria  | 12–1   | Bobby Hoffman            | KO Tecnico (Sottomissione ai pugni)  | UFC 34: High Voltage                                 | 2 novembre 2001   | 2     | 4:25  | Las Vegas, Stati Uniti       |                                                               |
| Vittoria  | 11–1   | Semmy Schilt             | Sottomissione (armbar)               | UFC 32: Showdown in the Meadowlands                  | 29 giugno 2001    | 1     | 4:21  | East Rutherford, Stati Uniti |                                                               |
| Sconfitta | 10–1   | Pedro Rizzo              | KO (pugno)                           | UFC 30: Battle on the Boardwalk                      | 23 febbraio 2001  | 2     | 4:21  | Atlantic City, Stati Uniti   |                                                               |
| Vittoria  | 10–0   | Gan McGee                | KO Tecnico (pugni)                   | UFC 28: High Stakes                                  | 17 novembre 2000  | 2     | 4:34  | Atlantic City, Stati Uniti   | Debutto in UFC, incontro di Pesi Supermassimi                 |
| Vittoria  | 9–0    | Dan Severn               | Sottomissione (armbar)               | SuperBrawl 16                                        | 8 febbraio 2000   | 4     | 1:21  | Honolulu, Stati Uniti        |                                                               |
| Vittoria  | 8–0    | Bobby Hoffman            | Decisione (unanime)                  | SuperBrawl 13                                        | 7 settembre 1999  | 3     | 5:00  | Honolulu, Stati Uniti        | Vince il Torneo dei Pesi Massimi Superbrawl 13                |
| Vittoria  | 7–0    | John Marsh               | Sottomissione (kimura)               | SuperBrawl 13                                        | 7 settembre 1999  | 1     | 4:23  | Honolulu, Stati Uniti        | Torneo dei Pesi Massimi Superbrawl 13, Semifinale             |
| Vittoria  | 6–0    | Juha Tuhkasaari          | Sottomissione (armbar)               | SuperBrawl 13                                        | 7 settembre 1999  | 1     | 3:32  | Honolulu, Stati Uniti        | Torneo dei Pesi Massimi Superbrawl 13, Quarti di finale       |
| Vittoria  | 5–0    | Trevor Howard            | Sottomissione (armbar)               | UFCF: Night of Champions                             | 19 settembre 1998 | 1     | -     | Washington, Stati Uniti      |                                                               |
| Vittoria  | 4–0    | Bob Gilstrap             | Squalifica                           | UFCF: Night of Champions                             | 14 marzo 1998     | 1     | 0:42  | Washington, Stati Uniti      |                                                               |
| Vittoria  | 3–0    | Chris Munsen             | KO Tecnico (pugni)                   | UFCF: Road to the Championships 2                    | 6 settembre 1997  | 1     | -     | Washington, Stati Uniti      |                                                               |
| Vittoria  | 2–0    | Bob Gilstrap             | Decisione (unanime)                  | UFCF: Road to the Championships 1                    | 7 luglio 1997     | 1     | 10:00 | Washington, Stati Uniti      |                                                               |
| Vittoria  | 1–0    | Chris Charnos            | Sottomissione (rear naked choke)     | UFCF: Clash of the Titans                            | 11 gennaio 1997   | 1     | 2:41  | Washington, Stati Uniti      |                                                               |